# Reprezentacja Wyspy Man w piłce nożnej mężczyzn
Piłkarska reprezentacja Wyspy Man w piłce nożnej – zespół, reprezentujący Wyspę Man, jednak nienależący do Międzynarodowej Federacji Piłki Nożnej (FIFA), ani do Unii Europejskich Związków Piłkarskich (UEFA).

## Bilans z innymi reprezentacjami
| Przeciwnik      | Me | Zw | Re | Po | G+ | G- |
| --------------- | -- | -- | -- | -- | -- | -- |
| Wyspy Alandzkie | 3  | 2  | 0  | 1  | 4  | 4  |
| Anglesey        | 3  | 1  | 0  | 2  | 1  | 3  |
| Falklandy       | 2  | 2  | 0  | 0  | 18 | 0  |
| Gibraltar       | 2  | 0  | 0  | 2  | 1  | 3  |
| Gotlandia       | 1  | 0  | 1  | 0  | 4  | 4  |
| Grenlandia      | 1  | 0  | 0  | 1  | 0  | 4  |
| Guernsey        | 2  | 0  | 0  | 2  | 3  | 6  |
| Hebrydy         | 1  | 0  | 0  | 1  | 0  | 4  |
| Hitra           | 1  | 1  | 0  | 0  | 13 | 0  |
| Wight           | 2  | 1  | 0  | 1  | 5  | 2  |
| Jersey          | 3  | 2  | 0  | 1  | 4  | 6  |
| Rodos           | 1  | 0  | 0  | 1  | 1  | 3  |
| Saaremaa        | 2  | 1  | 1  | 0  | 6  | 2  |
| Szetlandy       | 4  | 2  | 1  | 1  | 9  | 5  |

## Obecny skład 2009[1]
- (GK) Mark Blair 	(Laxey A.F.C.)
- (GK) Grant Dawson (Rushen United F.C.)
- Julian Ringham (St Georges A.F.C.)
- Danny Lace (Peel A.F.C.)
- Gary Williams 	(Laxey A.F.C.)
- Marc Kelly (Peel A.F.C.)
- Sean Quaye (St Georges A.F.C.)
- Michael Baker	(Colby A.F.C.)
- Ant Moore (St Johns United A.F.C.)
- Jack McVey (St Georges A.F.C.)
- Johnny Myers (Peel A.F.C.)
- Nick Hurt (Michael United A.F.C.)
- Kevin Megson (Peel A.F.C.)
- Chris Bass Jr.	(St Georges A.F.C.)
- Steve Riding (Rushen United F.C.)
- Aaron Hawley (Rushen United F.C.)
- Stephen Glover (Corinthians)
- Calum Morrissey (St Georges A.F.C.)
- Frank Jones (St Marys A.F.C.)
- Josh Kelly (Rushen United F.C.)

## Członkostwo w Unii Europejskich Związków Piłkarskich i Międzynarodowej Federacji Piłki Nożnej
W 2015 roku władze Unii Europejskich Związków Piłkarskich wysłały dokument "Campaign 55", w którym proponują członkostwo Isle of Man Football Association w swojej organizacji, oczekując od ich związku dostarczenia szczegółowego raportu na temat dofinansowania ich związku. Obecnie ich związek istnieje od 1890 roku i należy do Angielskiego Związku Piłki Nożnej